# Torre d'en Solanell
La Torre d'en Solanell és un edifici històric protegit i alhora l'antic hospital militar de la vila de Vilafranca de Conflent, a la comarca del Conflent, a la Catalunya del Nord.
És situat al centre de la vila vella, en la confluència del carrer de Sant Joan amb la Placeta, en el número 38 del carrer esmentat. Ocupa la parcel·la cadastral núm. 128.
Es tracta de tres construccions unides: una torre romànica del segle xi, dita d'en Solenell, que se suposa que es remunta a la fundació de la vila, i dos edificis annexos més baixos, del segle xiii.

## Història

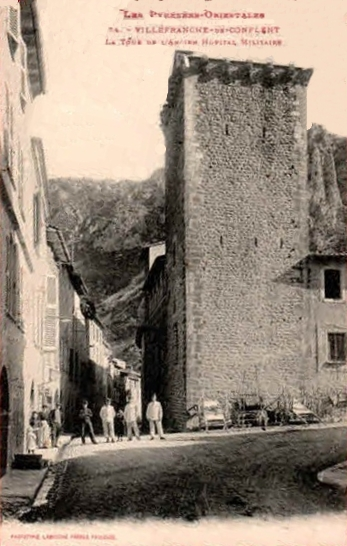
La torre, a començaments del segle XX

Encara que a Vilafranca hi havia hagut un hospital documentat ja el 1025, possiblement en funcions de parada en el camí de Sant Jaume, no s'hauria tractat de l'edifici actual, que tingué molts usos abans de ser hospital militar el segle xvii, entre els quals, convent de Sant Francesc i casa de la família de Llar.

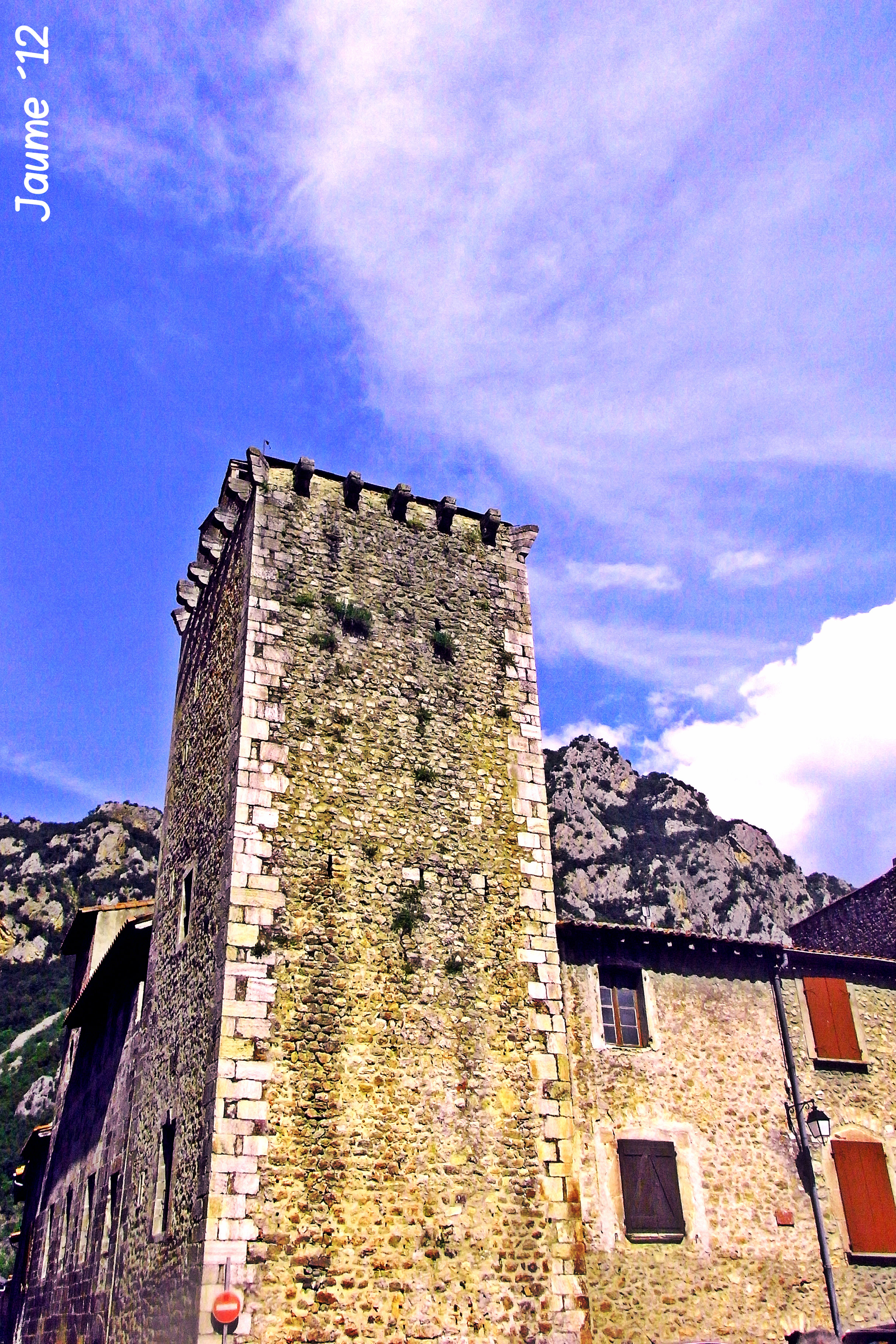
Detall de la torre

La torre de l'Antic Hospital és del segle xi, l'edificació més antiga que es conserva a Vilafranca de Conflent, i possiblement havia format part d'una casa fortificada del centre de la població. Inicialment s'entrava a la torre pel primer pis gràcies a una escala de fusta desmuntable en cas d'atac, i la planta baixa acollia únicament una cisterna. En el segle xvii, la cisterna va ser reconvertida en nevera per a emmagatzemar-hi neu del Canigó.
El 1225, Ponç de Sarabeu uní a la torre un edifici de nova construcció i, amb el temps, el conjunt esdevingué residència de la família de Llar. El 1674 (i després de la participació de membres de la família en la conspiració de Vilafranca, de funestes conseqüències), el comte Francesc de Llar hagué de cedir -o li va ser confiscat- l'edifici. Primer fou residència del governador militar mentre no s'acabava la construcció del Fort Libèria (1681) i posteriorment fou convent dels Franciscans (traslladats des de l'anterior emplaçament fora muralles on havien estat des del 1279, aterrat per raons militars). Durant la Guerra Gran (1793), el convent serví d'hospital militar, funció que exercí de manera discontínua fins a la Segona Guerra Mundial (segle xx).

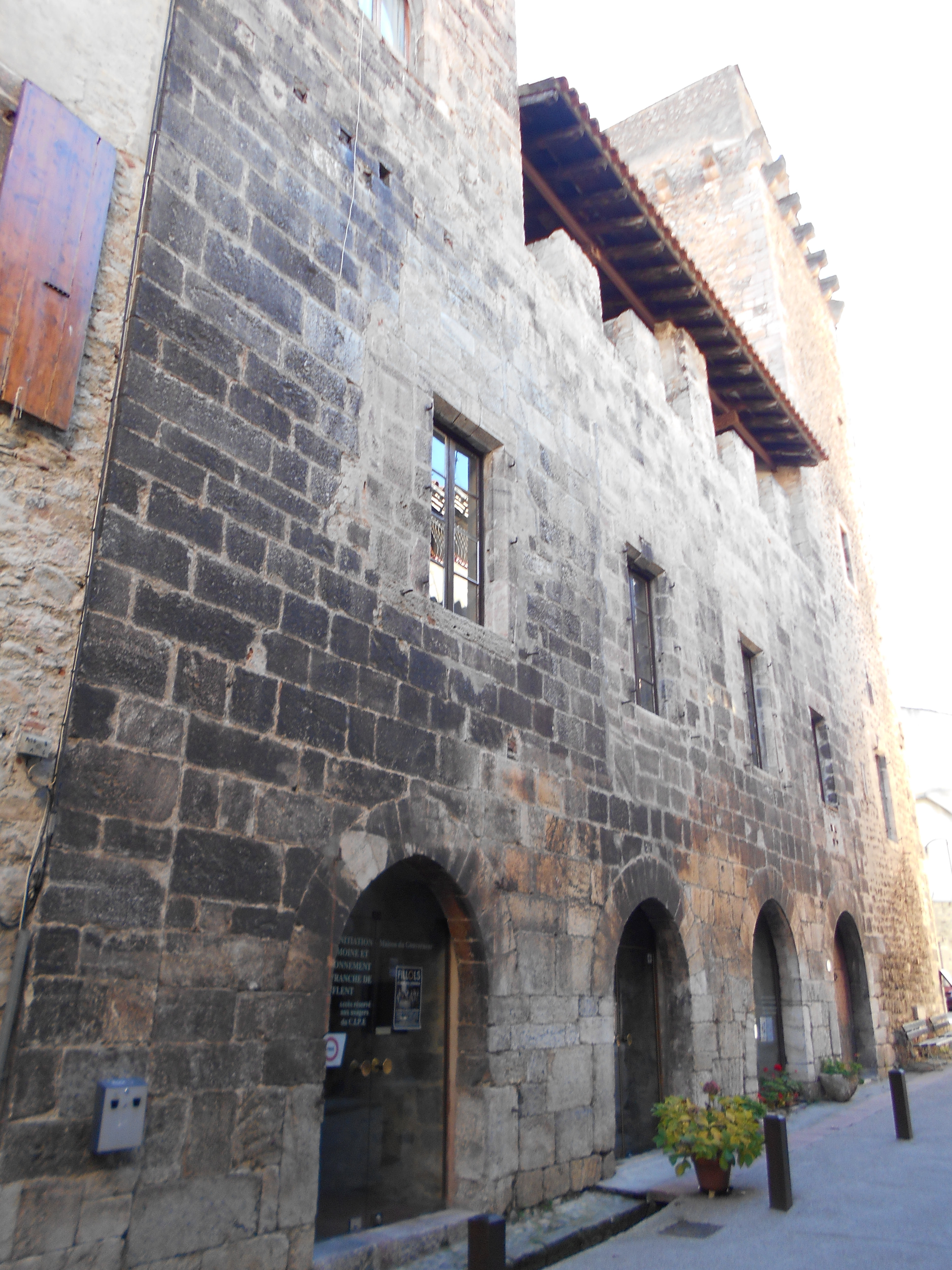
Façana septentrional

L'Antic Hospital Militar de Vilafranca de Conflent va ser declarat Monument històric de França el 9 de setembre del 1965.
Des de la restauració del 1970 i en el present (2012), l'ajuntament té cedit el conjunt a l'Associació Cultural de Vilafranca, que a partir del 1979 hi establí el "Centre d'Initiation au Patrimoine et à l'Environnement", una entitat que hi ofereix estades pedagògiques i cursets en els camps del patrimoni, l'artesanat, el medi natural i els esports a la naturalesa, adreçats a estudiants de primària i de secundària.

## Arquitectura
Destaca, a la cantonada de l'edifici (carrer de Sant Joan amb la Placeta), l'alta torre de planta quadrada, anomenada d'en Solanell, rematada per cinc mènsules decoratives a cada façana, i una a cadascun dels quatre angles. La cobertura, moderna, tenia merlets i actualment és una teulada a un sol vessant. Té tres pisos per sobre del pis inferior, amb sostre de volta de canó de mig punt, igual que el del darrer pis. Als pisos més elevats, s'hi obren espitlleres.

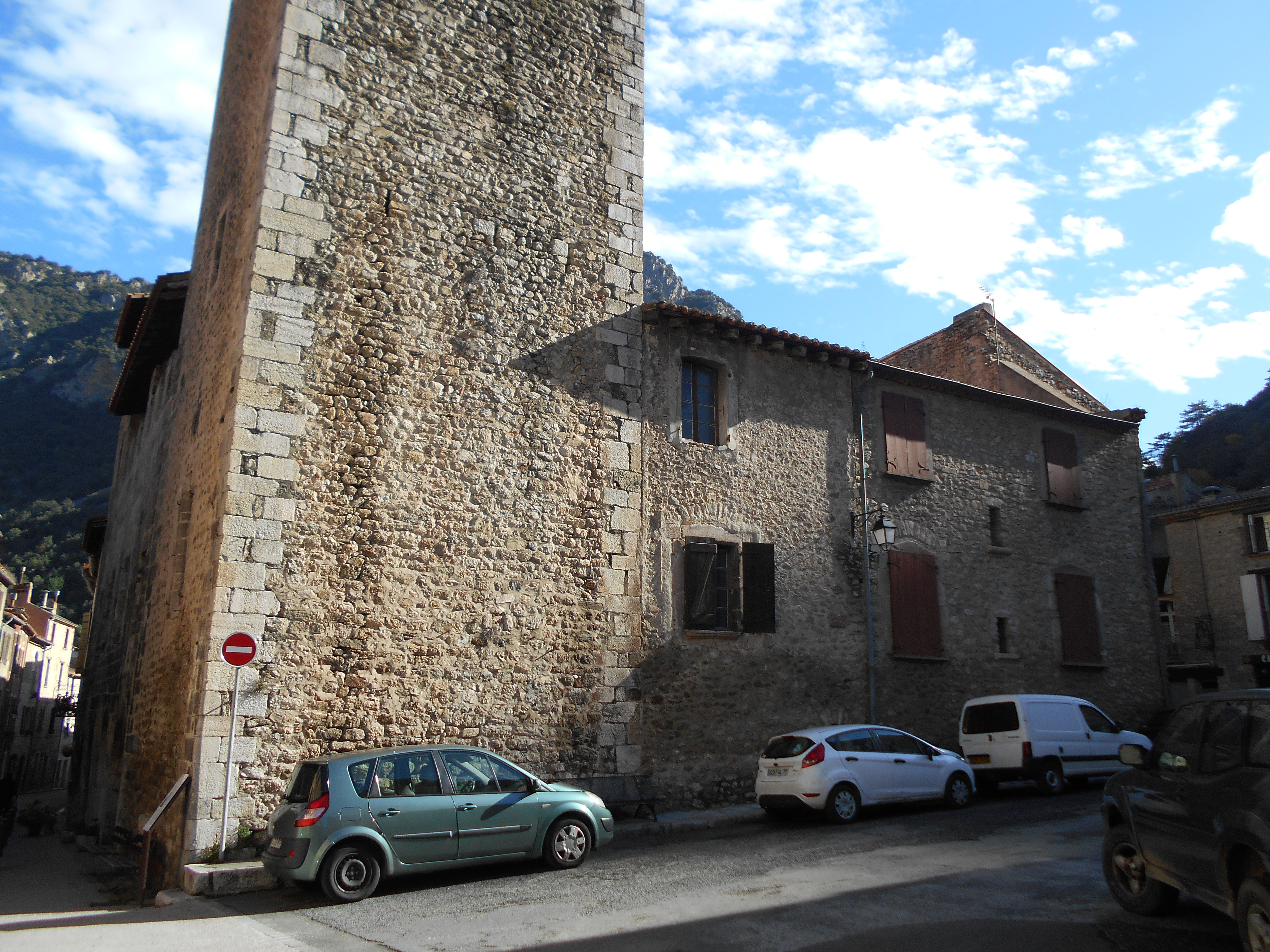
Façana de la Placeta

El cos principal de l'edifici, al 38 del carrer de Sant Joan, reposa en quatre arcs de mig punt que obren la planta baixa al carrer: el primer de la dreta conserva encara l'antiga porta de fusta decorada. La façana del primer pis presenta quatre finestres, centrades sobre els arcs, producte d'una reconstrucció del XVII. El darrer nivell mostra restes dels merlets i de l'antic camí de ronda, posteriorment rearranjats per formar una galeria per a un pis afegit. L'extrem esquerre d'aquesta façana, aixecat en forma de torre (del segle xiii com la resta de la façana), crea un contrapès visual amb la molt més contundent torre de la cantonada. El pati interior de l'edifici respondria també a les obres del XVII.
La façana secundària a la Placeta (a banda de la torre) mostra una entradeta amb arc de mig punt i dues finestres superposades per sota de la teulada.